# Sainte-Anne-sur-Gervonde
Sainte-Anne-sur-Gervonde är en kommun i departementet Isère i regionen Auvergne-Rhône-Alpes i sydöstra Frankrike. Kommunen ligger i kantonen Saint-Jean-de-Bournay som tillhör arrondissementet Vienne. År 2022 hade Sainte-Anne-sur-Gervonde 757 invånare.

## Befolkningsutveckling
Antalet invånare i kommunen Sainte-Anne-sur-Gervonde
Referens:INSEE